# Бучум (Њамц)
Бучум (рум. Bucium) насеље је у Румунији у округу Њамц у општини Ваља Урсулуј. Oпштина се налази на надморској висини од 261 m.

## Становништво
Према подацима из 2002. године у насељу је живело 741 становника, од којих су сви румунске националности.